# ابوطیب مصعبی
ابوطیّب محمد بن حاتم مُصعَبی شناخته‌شده به ابوطیب مُصعَبی ادیب، سیاست‌مدار و شاعر فارس تاجیک خراسان بزرگ بود.
وی روزگاری صاحب دیوان رسائل نصر بن احمد سامانی (۳۰۱-۳۳۱ (هجری)) بود که شاید پس از عزل ابوالفضل محمد بلعمی نیز مدتی وزارت داشت و به گفتهٔ ثعالبی به امر نصر بن احمد کشته شد. ابوطیب از شاعران توانایی بود که به دو زبان فارسی و عربی شعر می‌سرودند.
عوفی در لباب‌الالباب رودکی را ستایندهٔ او می‌داند و دو بیت از قصیدهای را آورده که رودکی در مدح او گفته است:
| مرا جود او تازه دارد همی    |  | مگر جودش ابر است و من کشتزار |
| مگر یکسو افکن که خود همچنین |  | بیندیش و دیده‌یْ خرد برگمار    |

یاقوت حَمَوی نیز در معجم‌البلدان آورده است که محمد بن حیان بن معد بستی (مرگ ۳۵۴ کتابی برای مصعبی دربارهٔ قرمطیان نوشت و مصعبی هم به پاداش آن داوری سمرقند یا کارگزاری مالی سیستان را بدو سپرد.
بیهقی، عمر رادویانی، گردیزی و محمد بن سرخ نیشابوری از او یاد کرده‌اند. یازده بیت از شعرهای تازی مصعبی در یتیمةالدهر ثعالبی آمده است. اینک بخشی از شعر مصعبی:
| جهانا همانا فسوسی و بازی         |  | که بر کس نپایی و با کس نسازی   |
| چو ماه از نمودن، چو خور از شنودن |  | به گاهِ ربودن چو شاهین و بازی   |
| چو زهر از چشیدن چو چنگ از شنیدن  |  | چو باد از بَزیدن چو الماس گازی… |

از اشعار فارسی وی شانزده بیت شامل یک قطعه ۱۴ بیتی و دو بیت مفرد باقی مانده است.